# Okres Wołomin
Okres Wołomin (polsky Powiat wołomiński) je okres v polském Mazovském vojvodství. Rozlohu má 955,37 km² a v roce 2024 zde žilo 275 871 obyvatel. Sídlem správy okresu je město Wołomin, které je součástí varšavské aglomerace.

## Gminy
Městské:
- Kobyłka
- Marki
- Ząbki
- Zielonka

Městsko-vesnické:
- Jadów
- Radzymin
- Tłuszcz
- Wołomin

Vesnické:
- Dąbrówka
- Klembów
- Poświętne
- Strachówka

## Města
- Jadów
- Kobyłka
- Marki
- Radzymin
- Tłuszcz
- Wołomin
- Ząbki
- Zielonka

## Demografie
Počet obyvatel (informace z 30. června 2006):
|         | Celkem  | Celkem | Ženy   | Ženy  | Muži   | Muži  |
|         | Osob    | %      | Osob   | %     | Osob   | %     |
| ------- | ------- | ------ | ------ | ----- | ------ | ----- |
| Celkem  | 202 444 | 100    | 104551 | 51,65 | 97 893 | 48,35 |
| Město   | 134 733 | 100    | 70 616 | 52,42 | 64 117 | 47,58 |
| Vesnice | 67 711  | 100    | 33 935 | 50,12 | 33 776 | 49,88 |